# Sürgető ügető
A Sürgető ügető vagy  Őrült vágta (eredeti cím: Hot to Trot)  1988-ban bemutatott amerikai filmvígjáték, melyet Michael Dinner rendezett. A főbb szerepekben Bobcat Goldthwait és Dabney Coleman látható, mint egy befektetési ügynök és annak cégtársa. John Candy Don, a beszélő ló eredeti hangját kölcsönzi.

## Cselekmény
|  | Alább a cselekmény részletei következnek! |

Amikor anyja meghal, Fred Chaney egy befektetési cég felét örökli és egy Don nevű lovat. Don beszélő ló, sőt, nem csak angolul beszél, hanem állítása szerint a delfinek, bálnák, kutyák, disznók, kacsák nyelvén is (a történet során némelyiket demonstrálja). Mostohaapja felajánlja, hogy 525 dollárért megveszi tőle a cég rá eső felét. Fred ezt nem fogadja el. Don egy bróker telefonbeszélgetése alapján, ami az istállóban hangzik el, felhívja Fredet az irodájában, és egy bizonyos cég részvényeinek megvásárlását tanácsolja. Fred ennek végrehajtásával a cégnek és saját magának is nagy hasznot hajt.
Társtulajdonosa és mostohaapja, Walter Sawyer szeretné megtudni a sikeres tipp titkát, de ez nem sikerül neki. Don sokszor felhívja Fredet telefonon (a sikeres tipp után közös lakásban laknak), azonban rossz tanácsot is ad: egy állateledelt gyártó cég megvásárlását ajánlja személyes tapasztalat alapján (a takarmány ízlik neki), de nem sokkal később hasmenése lesz tőle.
Don „állat Dolittle”-nek nevezi magát, mivel sokféle állattal tud beszélni. Egyszer a lakásukba rengeteg állat özönlik be: madarak, kutyák, disznók...
Don többször meglátogatja vidéken élő szüleit Freddel együtt. Csak Don anyja nem beszéli az emberek nyelvét, apja és testvére igen.
A történet végén Don egy lóversenyen vesz részt, ahol a részt vevő lovak egy részét rábeszéléssel, illetve téves információkkal kiejti a versenyből és megnyeri az első díjat, ami az esélytelenség miatt 200-szoros pénzt fizet.
|  | Itt a vége a cselekmény részletezésének! |

## Szereplők
| Szerep             | Színész           | Magyar hang       | Magyar hang        |
| Szerep             | Színész           | 1. szinkron       | 2. szinkron        |
| ------------------ | ----------------- | ----------------- | ------------------ |
| Fred P. Chaney     | Bobcat Goldthwait | Kerekes József    | Fekete Zoltán      |
| Don, a ló (hangja) | John Candy        | Józsa Imre        | Pusztaszeri Kornél |
| Walter Sawyer      | Dabney Coleman    | Kristóf Tibor     | Áron László        |
| Allison Rowe       | Virginia Madsen   | Kocsis Judit      | Németh Borbála     |
| Victoria Peyton    | Cindy Pickett     | Spilák Klára      | Mics Ildikó        |
| Boyd Osborne       | Jim Metzler       | Zalán János       |                    |
| Leonard            | Tim Kazurinsky    |                   |                    |
| Denise             | Barbara Whinnery  | Dudás Eszter      |                    |
| Ms. French         | Mary Gross        | Simon Mari        |                    |
| Bea                | Liz Torres        | Némedi Mari       |                    |
| Don apja (hangja)  | Burgess Meredith  | Dobránszky Zoltán | Kajtár Róbert      |
| fogorvos           | Gilbert Gottfried | Harmath Imre      |                    |
| főnök              | James Hong        |                   |                    |

## A film készítése
Az eredeti felállásban Joan Rivers játszotta volna azt a szerepet, amit Bobcat Goldthwait kapott meg. A ló szerepére Elliott Gouldot jelölték ki. Egy tesztvetítés után a ló szövegét újraírta a később Monk történetét készítő író, Andy Breckman, mert azt nem tartotta eléggé viccesnek. A ló hangjára John Candyt kérték fel, aki egyszerűen figyelmen kívül hagyta a leírt szöveget, és sok helyen rögtönzött.
Forgatási helyszínek: 
- Hollywood Park Racetrack – 1050 S. Prairie Avenue, Inglewood, Kalifornia, USA
- Los Angeles, Kalifornia, USA
- Warner Ranch, Newhall, Kalifornia, USA

## Bemutató
Elsőként VHS kazettán jelent meg, 1998-ban a „Warner Bros. Hits” csomagban. Később DVD-n is kiadták.

## Fogadtatás

### Kritikai visszhang
A filmet általánosságban rosszul fogadták a kritikusok. Az amerikai filmkritikusok véleményét összegző Rotten Tomatoes 0%-ra értékelte, 8 vélemény alapján.

### Díjak, jelölések
A filmet öt kategóriában jelölték Arany Málna díjra: legrosszabb film, legrosszabb férfi főszereplő (Goldthwait), legrosszabb rendező (Dinner), legrosszabb forgatókönyv (Neigher, Gilbert és Peters), valamint legrosszabb új színész (Don, a beszélő ló).

## Fordítás
Ez a szócikk részben vagy egészben  a   Hot to Trot című angol Wikipédia-szócikk fordításán alapul.  Az eredeti cikk szerkesztőit annak laptörténete sorolja fel. Ez a jelzés csupán a megfogalmazás eredetét és a szerzői jogokat jelzi, nem szolgál a cikkben szereplő információk forrásmegjelöléseként.